# Magdalena Sroka (ur. 1979)

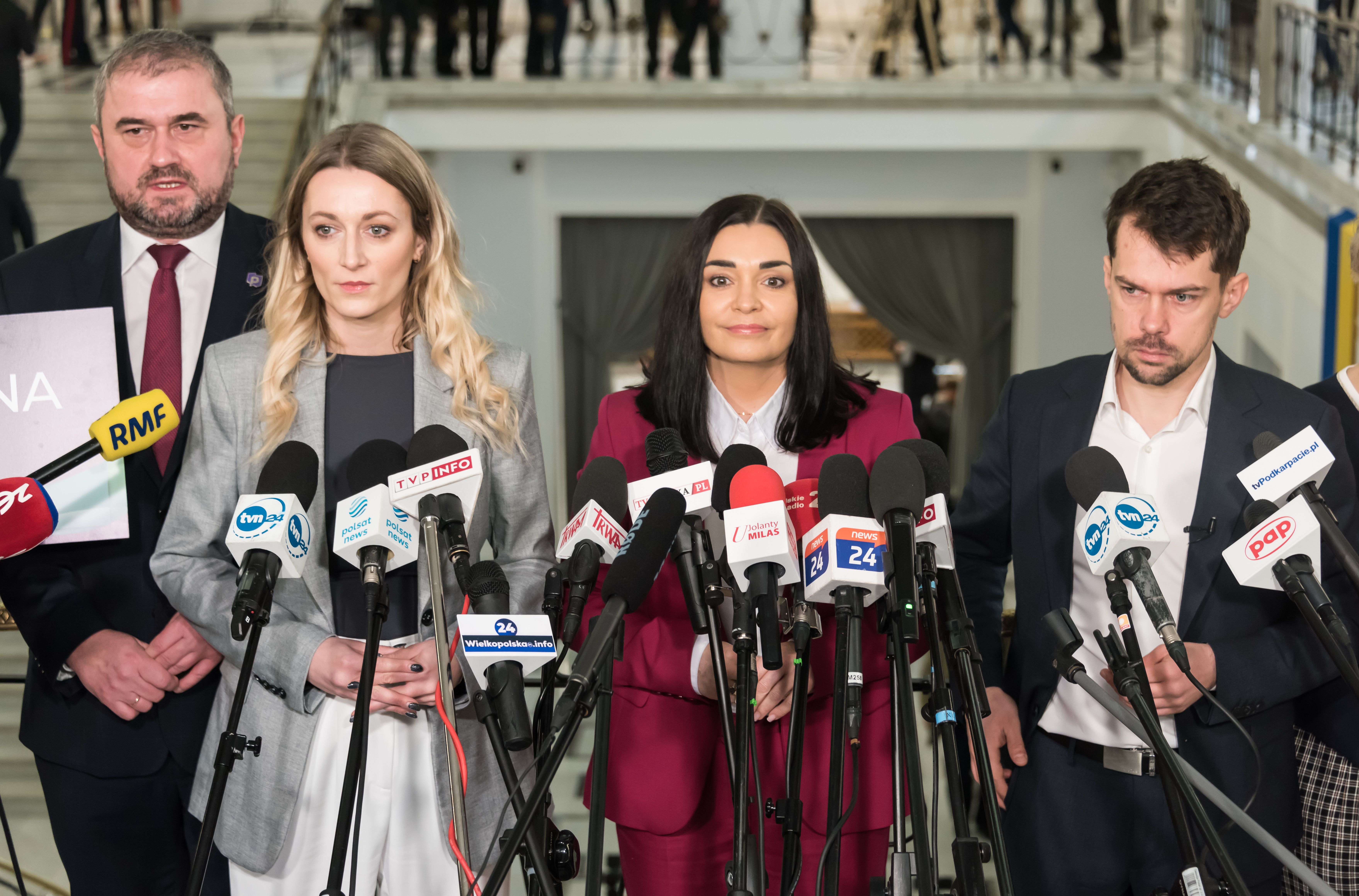
Magdalena Sroka i Michał Kołodziejczak podczas konferencji prasowej w Sejmie (2023)

Magdalena Joanna Sroka z domu Wolter (ur. 15 lipca 1979 w Gdańsku) – polska policjantka, polityk i działaczka samorządowa, posłanka na Sejm IX i X kadencji, w latach 2022–2023 prezes Porozumienia.

## Życiorys
Jest absolwentką Akademii Wychowania Fizycznego i Sportu w Gdańsku (2003). W 2006 ukończyła studia z zakresu zarządzania zasobami ludzkimi na Uniwersytecie Gdańskim, a w 2019 studia podyplomowe Executive Master of Business Administration. Uzyskała uprawnienia instruktora sportu, policyjnego negocjatora, ratownika WOPR i sternika motorowodnego.
Zawodowo związana z Komendą Wojewódzką Policji w Gdańsku, gdzie doszła do stopnia nadkomisarza Policji. Specjalistka w zakresie bezpieczeństwa, zajmowała się m.in. zabezpieczaniem imprez masowych oraz wizyt na terenie województwa pomorskiego najważniejszych osób w państwie, m.in. prezydenta RP. Zakończyła służbę po rozpoczęciu kariery politycznej. Podjęła wówczas prywatną działalność gospodarczą jako doradca do spraw bezpieczeństwa.
W wyborach w 2018 została wybrana na radną Sejmiku Województwa Pomorskiego (jako przedstawicielka Porozumienia z listy Prawa i Sprawiedliwości). Kandydowała w okręgu wyborczym nr 4 obejmującym powiaty gdański, starogardzki, kartuski i kościerski, otrzymała 9689 głosów.
W wyborach parlamentarnych w 2019 uzyskała mandat posłanki IX kadencji w okręgu gdyńskim, zdobywając 9349 głosów. 8 stycznia 2020 objęła funkcję rzecznika prasowego Porozumienia.
W październiku 2020, po ogłoszeniu wyroku Trybunału Konstytucyjnego odnoszącego się do przepisów dotyczących aborcji, określiła się jako zwolenniczka uprzednio funkcjonującego tzw. kompromisu aborcyjnego, powołując się na opinię Lecha Kaczyńskiego. Jednocześnie potępiła niektóre formy protestów przeciwko decyzji TK. Poparła też złożony przez prezydenta Andrzeja Dudę projekt dopuszczający przerwanie ciąży w przypadku wad letalnych płodu.
Na początku lutego 2021 doszło do sporu w ramach Porozumienia, w trakcie którego Magdalena Sroka opowiedziała się po stronie przewodniczącego partii Jarosława Gowina. W czerwcu 2021 została wiceprezesem Porozumienia. W sierpniu tegoż roku, w związku z decyzją o wystąpieniu parlamentarzystów Porozumienia z KP PiS, współtworzyła nowo powstałe koło parlamentarne swojej partii. 10 grudnia 2022, po rezygnacji złożonej przez Jarosława Gowina, została wybrana na prezesa Porozumienia.
W lipcu 2023 wraz z dwojgiem posłów tej partii przystąpiła do klubu parlamentarnego Koalicji Polskiej. Po kilku tygodniach wraz z tą dwójką posłów zrezygnowała z członkostwa w Porozumieniu. W wyborach parlamentarnych w tym samym roku kandydowała z ramienia koalicji Trzecia Droga w okręgu gdańskim. Poparcia w trakcie kampanii udzielili jej Aleksander Hall oraz Bronisław Komorowski. Uzyskała poselską reelekcję, otrzymując 18 348 głosów. W Sejmie X kadencji została wiceprzewodniczącą Komisji Gospodarki i Rozwoju oraz członkinią Komisji Administracji i Spraw Wewnętrznych. Wstąpiła do Polskiego Stronnictwa Ludowego, w listopadzie 2023 zasiadła w zarządzie wojewódzkim tej partii. W styczniu 2024 powołana na przewodniczącą sejmowej komisji śledczej ds. wykorzystania oprogramowania Pegasus. W czerwcu 2024 została rzeczniczką prasową klubu parlamentarnego PSL-TD.

## Odznaczenia
- Krzyż Niepodległości z Gwiazdą I klasy – odznaczenie NSZZ Policjantów[21]
- Srebrna Odznaka „Za Zasługi dla Krwiodawstwa w Policji”[22]

## Życie prywatne
Córka Eugeniusza i Barbary. Od 2006 zamężna z Mateuszem, ma syna Jakuba.

## Wyniki wyborcze
| Wybory | Komitet wyborczy | Komitet wyborczy       | Organ                                      | Okręg        | Wynik          |
| ------ | ---------------- | ---------------------- | ------------------------------------------ | ------------ | -------------- |
| 2018   |                  | Prawo i Sprawiedliwość | Sejmik Województwa Pomorskiego VI kadencji | nr 4         | 9689 (5,56%)   |
| 2019   | Sejm IX kadencji | Prawo i Sprawiedliwość | nr 26                                      | 9349 (1,61%) |                |
| 2023   |                  | Trzecia Droga          | Sejm X kadencji                            | nr 25        | 18 348 (2,98%) |